# 王天杰
王天杰（1890年—1913年 ），字子骧，四川荣县旭阳镇人。1906年参加同盟会，1911年8月任容县民团训练所督办。9月7日，保路风潮中发生成都血案。9月15日王在五宝镇召集民团千余人，以保路名义，进军成都。失败后，退回荣县。荣县知县李肸春弃职逃亡。9月25日，与吴玉章等人宣布荣县独立，建立荣县军政府。辛亥革命后，任四川临时省议会议员。1913年二次革命时响应讨袁，驰援重庆，被俘遇害。